# Porsche Carrera GT

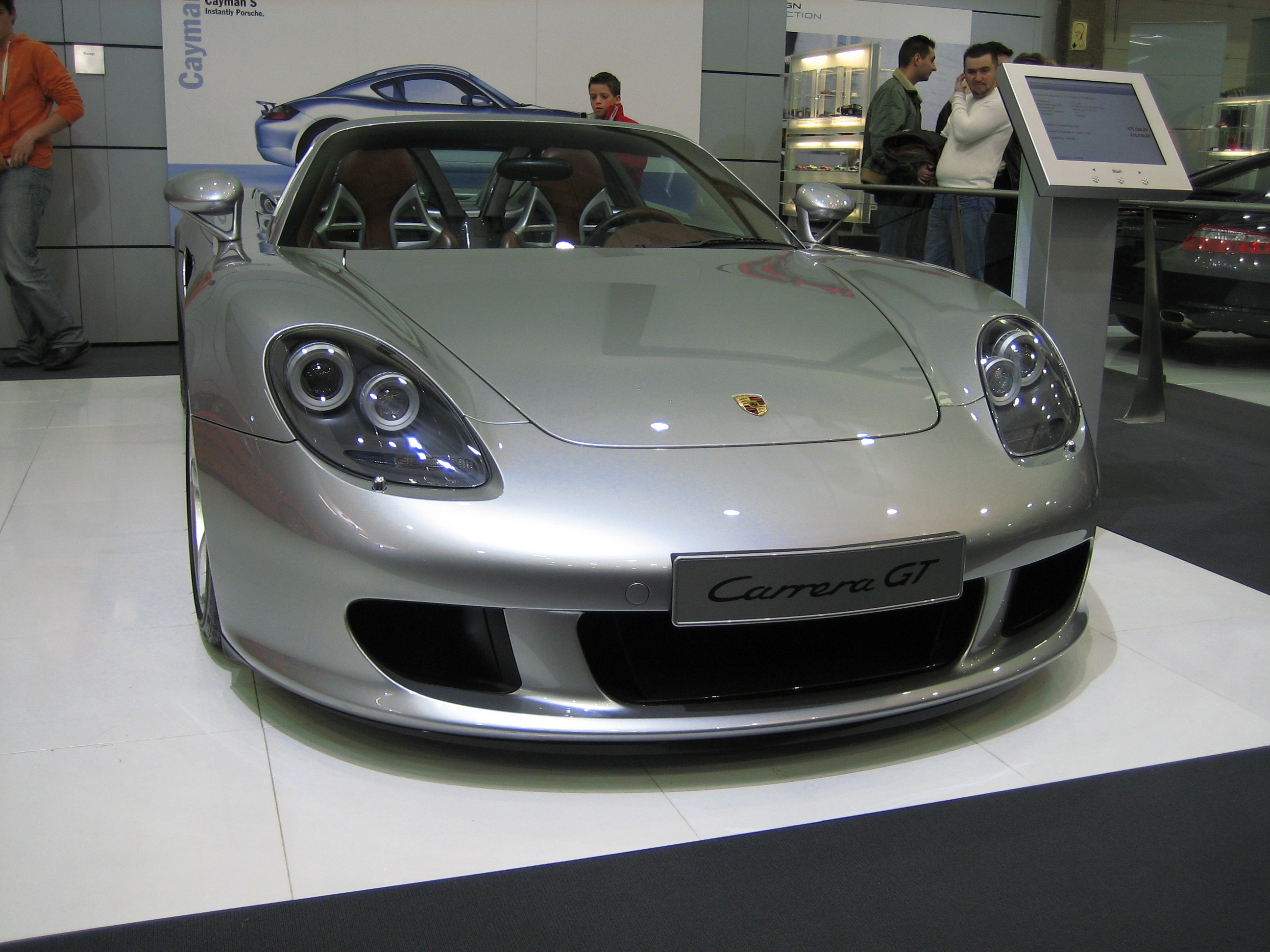
Voorzijde

De Porsche Carrera GT is een sportwagen, gemaakt van 2004 tot en met 2006 door de Duitse automobielconstructeur Porsche. Van de Porsche Carrera GT zijn 1270 stuks gefabriceerd.

## Geschiedenis
De ontwikkeling van de Porsche Carrera GT gaat terug tot zijn voorgangers, de Porsche 911 GT1 en de LMP1-98 racewagens. Gedeeltelijk ten gevolge van een verandering van de FIO en ACO-regels in 1998, werd de productie van deze wagens stopgezet. Ongeveer rond deze tijd (1999) was Porsche echter van plan om een nieuw Le Mans-prototype te bouwen. Oorspronkelijk zou de auto worden uitgerust met een flat-6 turbomotor, maar hij werd opnieuw ontworpen zodat een V10 motor kon worden gebruikt. Dit zorgde ervoor dat deze auto vanaf 2000 in wedstrijden zou kunnen worden ingezet. De V10-motor was een in het geheim gebouwde motor van Porsche voor het Footwork Formule-1 team in 1992. Toch werd deze motor opnieuw gebruikt, waarbij de motorinhoud werd vergroot naar 5.5 liter. Het project werd echter midden 1999 geannuleerd na amper twee dagen testen. De reden zou zijn dat Porsche onder invloed van Audi en Volkswagen de nieuwe Cayenne wilde bouwen en men alle ingenieurs nodig had voor deze nieuwe SUV. Er wordt ook gespeculeerd dat de VW-Audi topman Ferdinand Piëch geen concurrentie van Porsche wilde voor de Audi R8, het Le Mans-prototype van Audi in 2000.
Porsche hield het project gedeeltelijk levend door de 5,5 liter V10 te gebruiken in een prototype dat in 2000 werd voorgesteld op de Autosalon van Genève. Een grote interesse in het voertuig en het grote succes van de Cayenne hielpen Porsche beslissen om de auto te produceren. De ontwikkeling startte met een straatlegale versie, die geproduceerd zou worden in de nieuwe fabriek van Porsche in Leipzig. Porsche startte de productie in 2004. De eerste Porsche Carrera GT’s werden verkocht in de Verenigde Staten voor een prijs van 440.000 dollar.
Oorspronkelijk was een productie van 1500 stuks gepland. In augustus 2005 werd bekendgemaakt dat de productie zou worden stopgezet in 2006; dit zou verband houden met strengere Amerikaanse wetgeving voor airbags in auto's. Tot 6 mei 2006 zijn 1270 GT’s verkocht, waarvan 604 in de VS.

## Motor en versnellingsbak
De middenmotor van de Porsche Carrera GT is een volledig nieuwe 5,7 liter V10. Dit is een andere motor dan de 5,5 liter V10 in de conceptauto. Deze nieuwe motor produceert 612 pk. De topsnelheid zou 334 km/u bedragen en de Carrera GT zou accelereren van 0-100 km/u in slechts 3,9 seconden. De motor heeft een zeer laag zwaartepunt, een 68 graad V hoek en vier kleppen per cilinder. Het toepassen van een dry-sumpsysteem verbetert de motorsmering onder extreme laterale krachten en optimaliseert ook het zwaartepunt en de betrouwbaarheid. De radiateur van Carrera GT is ongeveer vijf keer zo groot als die van de 911 turbo.
De Carrera GT werd uitsluitend geleverd met een handgeschakelde versnellingsbak met zes versnellingen. Dit in tegenstelling tot de Ferrari Enzo, de grootste concurrent, die geleverd werd met een dubbeltrapsautomaat.

## Design
De Porsche Carrera GT werd geleverd in vijf verschillende kleuren: Guards Red, Fayence Yellow, Basalt Black, GT Silver en Seal Grey.
De Carrera GT heeft diepe inhammen aan de zijkant en een groot luchtrooster vooraan. Dit is nodig om de V10 te koelen.
Standaard heeft het model ook de nieuwste keramische schijfremmen van Porsche. De 15 inch remschijven zijn duidelijk zichtbaar binnen in de 19 inch grote velgen vooraan en de 20 inch grote velgen achteraan.
De Carrera GT heeft een grote automatische achterspoiler, die omhoog komt vanaf 110 km/u. Het interieur is bekleed met leer, en een BOSE-audiosysteem en een navigatiesysteem zijn ingebouwd.

## Technologie
Door het lage zwaartepunt van de motor en de stijve ophanging is de auto heel stabiel. In tegenstelling tot sommige van zijn concurrenten heeft de Carrera GT geen dynamische stabiliteitscontrole, maar hij heeft wel tractiecontrole.
Het koetswerk is gemaakt van zeer lichte materialen zoals glasvezel en aluminium. Voor de wielen en de stoelen werd magnesium gebruikt.